# The Return of Amy Winehouse in Europe
The Return of Amy Winehouse in Europe, è l'ultimo tour eseguito dalla cantante britannica Amy Winehouse, prima della sua morte.

## Scaletta
intro